# Santa Eleodora
Santa Eleodora (también conocida como Basabilvaso) es una localidad argentina del partido de General Villegas, provincia de Buenos Aires.
Es un clásico pueblo de la provincia de Buenos Aires que debe sus orígenes al Ferrocarril. 
Se trata de un pueblo que antaño acogía a muchas familias. Actualmente su población se encuentra en declive.

## Población
Cuenta con 293 habitantes (Indec, 2010), lo que representa un incremento del 17% frente a los 250 habitantes (Indec, 2001) del censo anterior. A principio de siglo XX el pueblo llegó a tener más de 2000 habitantes.[cita requerida]
| Gráfica de evolución demográfica de Santa Eleodora entre 1991 y 2010 |
|                                                                      |
| Fuente: Censos nacionales del INDEC                                  |